# 後家町
後家町（ごけまち）は、群馬県前橋市の地名。郵便番号は371-0834。2013年現在の面積は0.12km2。

## 地理
前橋市の西部、前橋台地、利根川右岸西方に位置している。

## 歴史
江戸時代頃からある地名である。はじめは総社藩領、寛永10年に高崎藩領、のちに前橋藩領を経て、再び高崎藩領となった。

### 年表
- 1889年4月1日 町村制施行により、後家村は箱田村、前箱田村、川曲村、稲荷新田村、下新田村、上新田村、小相木村、江田村、古市村と合併し群馬郡東村が成立する。
- 1896年4月1日 郡統合（西群馬郡と片岡郡の統合）により群馬郡に所属する。
- 1954年4月1日 周辺1町5村（元総社村、上川淵村、芳賀村、桂萱村、下川淵村、群馬郡総社町）とともに東村は前橋市へ編入する。そのため前橋市後家町となる。
- 1969年 一部が大利根町1-2丁目、光が丘町となる。

## 世帯数と人口
2017年（平成29年）8月31日現在の世帯数と人口は以下の通りである。
| 町丁   | 世帯数  | 人口  |
| ------ | ------- | ----- |
| 後家町 | 265世帯 | 681人 |

## 小・中学校の学区
市立小・中学校に通う場合、学区は以下の通りとなる。
| 番地 | 小学校           | 中学校           |
| ---- | ---------------- | ---------------- |
| 全域 | 前橋市立東小学校 | 前橋市立東中学校 |

## 交通

### 鉄道
鉄道駅はない。

### 道路
国道、県道は通っていない。

## 施設
- 稲荷神社